# Gaddarna (vid Berghamn, Nagu)
Gaddarna är öar nära Knivskär i Nagu,  Finland. De ligger i Skärgårdshavet i Pargas stad i landskapet Egentliga Finland, i den sydvästra delen av landet. Öarna ligger omkring 6 kilometer nordväst om Knivskär, 17 kilometer söder om Nagu kyrka, 51 kilometer söder om Åbo och omkring 170 kilometer väster om Helsingfors. Närmaste allmänna förbindelse är förbindelsebryggan vid Nagu Berghamn som trafikeras av M/S Eivor och M/S Cheri.
Arean för den av öarna koordinaterna pekar på är 0,4 hektar och dess största längd är 80 meter i nord-sydlig riktning. Närmaste större samhälle är Nagu, 17,3 km norr om Gaddarna.